# Exercise Spartan
Exercise Spartan (deutsch Übung Spartaner) war der Name eines großangelegten kanadisch-britischen Militärmanövers, das vom 4. bis 12. März 1943 in Südengland abgehalten wurde. Zweck der Übung war ein Test der kanadischen Truppen im Vereinigten Königreich (in der Rolle des Angreifers), bei dem der Ausbruch aus einem Brückenkopf und der Übergang zu offener Manöverkriegsführung erprobt werden sollten. Die aus Sicht des britischen Chefs des Imperialen Generalstabes Alan Brooke und des Commander-in-Chief of Home Forces Bernard Paget ungenügenden Leistungen des Befehlshabers der kanadischen Truppen, General Andrew McNaughton, führten zu dessen Ablösung als designierter Oberbefehlshaber der First Canadian Army im Vorfeld der Operation Overlord im Dezember 1943.

## Vorgeschichte und Anlage des Manövers
Exercise Spartan war der Nachfolger der Exercise Bumper, die im Oktober 1941 stattgefunden hatte. Im Gegensatz zu dieser handelte es sich nun aber um eine Übung, bei der offensive Kriegsführung getestet werden sollte. Die „alliierte Armee“ unter Führung McNaughtons sollte aus einem fiktiven Southland (ein kürzlich eroberter Brückenkopf) in das fiktive Eastland (ein feindlich besetzter Staat) vorrücken. Zusätzlich existierte ein neutrales Territorium (Westland), dessen Neutralität nicht verletzt werden durfte. Das Manöver sollte enden, wenn die angreifenden Truppen das Hauptquartier von Eastland, das sich in Huntingdon befand, erobert hätten.
Die für gepanzerte Kriegführung am besten geeignete Landschaft befand sich entlang der Grenze zu Westland, jedoch existierten dort auch natürliche Barrieren wie der Grand-Union-Kanal, der Oxford-Kanal sowie der River Evenlode und der River Windrush. Weitere signifikante natürliche Hindernisse weiter östlich waren die Themse, die von Oxford kommend südwärts bis Reading verläuft und sich dort mit dem River Kennet vereinigt, um ostwärts Richtung London abzufließen, und die Chiltern Hundreds im Südosten von Eastland.
Nominell wurde die „alliierte“ Armee als Second British Army bezeichnet, obwohl das Hauptquartier von der First Canadian Army gestellt wurde und zwei der drei Korps unter dessen Befehl kanadisch waren. Ursprünglich sollte die Armee zwei britische Korps (davon eines gepanzert) und ein kanadisches umfassen, jedoch bestand McNaughton darauf, das gepanzerte Korps durch das im Januar aktivierte II Canadian Corps zu ersetzen. Letzteres hatte einen gravierenden Mangel an Ausrüstung speziell im Bereich der Nachrichtentruppen und hatte noch nie an einer Stabs- oder Geländeübung teilgenommen.

### Alliierte Kräfte
- 2nd British Army
  - I Canadian Corps (2nd und 3rd Canadian Infantry Division, 1 Canadian Army Tank Brigade; LTG Henry Crerar)
  - II Canadian Corps (Guards Armoured Division und 5th Canadian Armoured Division; LTG Ernest William Sansom)
  - XII British Corps (43rd (Wessex) Infantry Division und 53rd (Welsh) Infantry Division; LTG Montagu Stopford)

### Feindkräfte
- „deutsche 6. Armee“ (fiktiv; LTG James Gammell)
  - VIII Corps (9th und 42nd Armoured Division)
  - XI Corps (49th (West Riding) Infantry Division und 61st Infantry Division)

## Verlauf
McNaughtons Auftrag war es, das gegnerische Hauptquartier in Huntingdon so schnell wie möglich zu erobern und dabei feindliche Flugplätze zu sichern und entwickeln. Er war der Ansicht, dies nur erfüllen zu können, wenn er zuerst Gammells Hauptkräfte zerschlagen hätte. McNaughton wusste, dass Gammells Kräfte in zwei Hauptgruppen operierten und glaubte, er könne beide nacheinander ausschalten. Dazu wollte er Crerars I Canadian Corps in der Mitte seiner Formation verwenden, um eine feindliche Konzentration gegen ihn zu verhindern. Gemäß den Regeln des Manövers dürfte er sein XII Corps erst 48 Stunden nach Beginn der Übung einsetzen, also entschied er sich, mit dem I Canadian Corps direkt auf das feindliche Hauptquartier vorzustoßen, während das II Canadian Corps dessen linke Flanke schützte.
Gammells Plan sah vor, in den Chilterns eine starke Verteidigung einzurichten und seine linke Flanke mittels der Themse und dessen Zufluss River Cherwell zu schützen, während im Westen ausgedehnte Minenfelder und Demolierungen den Vormarsch des Gegners behindern sollten. Sollte McNaughton in diese „Falle“ tappen, würde er seine Kräfte konzentrieren und nördlich Banbury zum Gegenstoß ansetzen. Seine Truppen würden sich passiv verhalten, solange kein günstiger Moment für einen Gegenangriff gekommen wäre.
Die Schiedsrichter griffen, um die Flexibilität der Kommandeure und ihrer Truppen zu testen, in den Ablauf ein und setzten den Beginn des Manövers vom 5. auf den Morgen des 4. März, was es Gammell erlaubte, vorgeschobene Positionen in Southland einzunehmen, bevor McNaughton reagieren konnte. McNaughton blieb bei seinem Plan und seine Truppen konnten am 5. März die Themse und den Kennet stellenweise überschreiten. Er wurde aber im Anschluss dafür kritisiert, das II Canadian Corps in den Folgetagen zu zögerlich eingesetzt zu haben, obwohl sich die Feindkräfte bereits weit zurückgezogen hatten. Außerdem ließ er das I Canadian Corps durch das XII Corps im Zentrum der Kämpfe ablösen, um ersteres für einen befürchteten feindlichen Gegenangriff zu sammeln. Am 6. März erhielt McNaughton Besuche von den Air Marshals Charles Portal und Trafford Leigh-Mallory sowie von Paget und Kriegsminister Percy James Grigg. Letzterer beschrieb später seine Überraschung angesichts von McNaughtons Unentschlossenheit zu diesem Zeitpunkt.

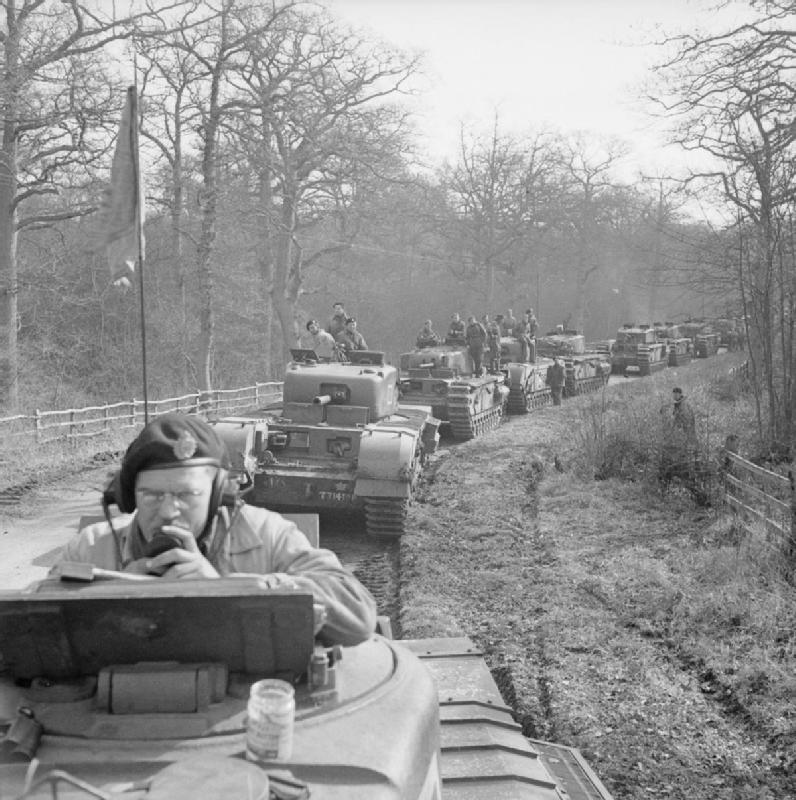
Kanadische Truppen in Churchill-Panzern während Exercise Spartan (9. März)

Am Nachmittag des 6. März gab McNaughton einen Befehl aus, der später als entscheidend für seine Ablösung beschrieben wurde. Darin widerrief er vorherige Befehle und wies das gepanzerte II Canadian Corps an, binnen 24 Stunden von seiner Position an der westlichen Flanke seiner Aufstellung zur östlichen zu marschieren, durch seine anderen Truppen hindurch, um dort mittels neu zu bauender Pontonbrücken die Themse Richtung Osten zu überschreiten und von dort nordostwärts zu marschieren. Dadurch verpasste er die Chance, den sich zurückziehenden Truppen Gammells nachzusetzen und verlor wertvolle Zeit. Alan Brooke, der am Morgen des 7. März in Begleitung Ronald Forbes Adams, des Adjutant-General to the Forces, McNaughton besuchte, vertraute seinem Tagebuch an, dass er diesen für unfähig hielt, eine Armee zu befehligen. Am 7. März widerrief McNaughton seine Befehle erneut und verlangte nun vom II Canadian Corps, sich wieder auf die Westflanke des Vormarschs zu begeben. Die resultierende Unordnung, ungenügende Kommunikationsausrüstung, mangelnde Ausbildung etc. führten dazu, dass der Vormarsch der „alliierten“ Kräfte wesentlich zäher verlief als eigentlich geplant. Erst am Nachmittag des 10. März befanden sich Sansoms Panzer in einer Position, von der aus sie bereit waren, Gammells Kräfte anzugreifen.
Am 11. März ordnete General Sansom eine Umgruppierung an, die im weiteren Verlauf zur „Zerschlagung“ der gepanzerten Brigade der Guards Armoured Division führte. McNaughtons Befehle, dies sofort abzubrechen, kamen nicht rechtzeitig an. Am nächsten Morgen um 9 Uhr gab das GHQ Home Forces den Befehl, die Übung mit einem Waffenstillstand zu beenden. McNaughtons Truppen waren zu diesem Zeitpunkt auf einem guten Weg, ihren Auftrag zu erfüllen, aber offensichtlich war man im GHQ unzufrieden mit dem Ablauf der Übung.

## Bewertung und Nachbetrachtung
Alan Brooke, der nie von McNaughtons Fähigkeiten überzeugt gewesen war, kann als treibende Kraft bei dessen Abberufung im Dezember 1943 betrachtet werden. Selbst ein recht erfolgreicher Korpskommandeur während der Schlacht um Dünkirchen und als CIGS mit beträchtlicher Autorität ausgestattet, hatte er wiederholt auf die Notwendigkeit hingewiesen, die Professionalität der britischen und kanadischen Truppen und besonders ihrer Befehlshaber im Hinblick auf die zu erwartende Invasion in Frankreich deutlich zu steigern. McNaughton wurde von verschiedenen Seiten bescheinigt, sich zwar ziemlich gut in naturwissenschaftlichen Fragen wie Waffenentwicklung auszukennen, aber es im Gegenzug an klassischen Befehlshabertugenden mangeln zu lassen, eine Ansicht, die Brooke definitiv auch vertrat. McNaughton hielt große Stücke auf seine gute Kenntnis der kanadischen Verbände und ihrer Kommandeure, während Brooke bei einer Gelegenheit seiner Enttäuschung darüber Ausdruck gab, dass solches „exzellentes [Menschen-]Material“ wie die kanadischen Soldaten von so ungeeigneten Offizieren befehligt würden. Was McNaughton vermutlich zum Verhängnis wurde, war der ineffiziente Einsatz seiner Panzer in der entscheidenden Phase am 6. und 7. März. Als sein Ersatz wurde schließlich General Crerar ausgewählt, noch vor Guy Simonds, der diesem gegenüber über eine größere Kampferfahrung verfügte.
Die Übung diente daneben der Erprobung neuer Konzepte der Luft-Boden-Koordination durch die Royal Air Force und lieferte Anschauungsmaterial für Mitglieder der Special Operations Executive (SOE), des Office of Strategic Services (OSS) sowie der Forces françaises libres und der Forces belges libres.